# 脚注
脚注（脚註、きゃくちゅう、英語: footnote）は、本文の下部に設ける注（註）の一種。

## 機能
注（註）とは、言葉の意味、文章の解釈、本文の補足、文献の出典（典拠・引用文献・参考文献）などを明らかにするために付される文をいう。
なお、出版物や印刷物の場合、他に挿入注、傍注、頭注、後注などの形式がある。

## 各種媒体の脚注

### 出版物・印刷物
出版物・印刷物の脚注は本文下部に組み込む注をいう。多くは罫によって本文の領域と区別する。
脚注は横組みの組版で用いられることが多い。説明を行うための語句と本文の指し示す注は原則として同一ページに収める必要がある。
編や節など本文が一区切りしたところで挿入する注の形式は後注といい脚注とは種類が異なる。

### ソフトウェア
Microsoft Wordでは文書内に説明のための単語を入れたい場合にページの下部の領域や文末に説明や補足を組み込む機能をいう。
Microsoft Wordの脚注の機能には各ページにそれぞれ脚注内容を付ける「脚注」と文書やセクションの最後にまとめて脚注内容を付ける「文末脚注」がある。

## このページの脚注